# Lucy Burle
Lucy Maurity Burle Kalache (Rio de Janeiro, 21 de fevereiro de 1955) é uma ex-nadadora brasileira, que participou dos Jogos Olímpicos em Munique 1972 pelo Brasil.
Após encerrar a carreira esportiva, mudou-se para os Estados Unidos, onde estudou na Universidade de Illinois e continuou treinando; depois casou-se e foi morar na Califórnia, onde vive até hoje.

## Carreira
Começou a nadar no Clube Naval Piraquê, na Lagoa Rodrigo de Freitas e, aos dez anos, passou a treinar no Botafogo.
No Troféu Brasil de Natação de 1971 foi campeã dos 400 metros nado livre, 100 metros nado costas, e 100 metros nado livre, batendo o recorde sul-americano dessa prova. No mesmo ano foi aos Jogos Pan-Americanos de Cali, onde conquistou a medalha de bronze no revezamento 4x100 metros livre e nos 100 metros nado borboleta, quebrando o recorde sul-americano,  com o tempo de 1m08s79. Também terminou em quarto lugar nos 100 metros livre, quinto lugar nos 200 metros livre, batendo o recorde brasileiro, e quinto lugar no revezamento 4x100 metros medley.
Participou dos Jogos Olímpicos de Verão de 1972 em Munique, nas provas dos 100 e dos 200 metros nado livre, não chegando à final das provas.
Participou do Campeonato Mundial de Esportes Aquáticos de 1973 em Belgrado, o primeiro mundial de natação da história, onde terminou em 13º lugar nos 100 metros livre, 18º lugar nos 200 metros livre, e em 12º lugar no revezamento 4x100 metros medley, junto com Valéria Borges, Jaqueline Mross e Cristina Teixeira.
Entre 1972 e 1974, Lucy quebrou três vezes o recorde sul-americano dos 100 metros livres.
Esteve no Campeonato Mundial de Esportes Aquáticos de 1975, em Cali, e nadou o revezamento 4x100 metros medley, junto com Christiane Paquelet, Flávia Nadalutti e Cristina Teixeira, terminando em 12º lugar com o tempo de 4m38s75. Nos 100 metros livre, ela terminou em 19º lugar com o tempo de 1m01s72.
Nos Jogos Pan-Americanos de 1975 na cidade do México, conquistou a medalha de bronze no revezamento 4 x 100 metros nado livre e no 4x100 metros medley, e também terminou em sétimo lugar nos 100 metros livre. 
Encerrou a carreira de atleta aos 21 anos e mudou-se para os Estados Unidos.